# Шапиев, Абдулхаким Алибекович
Шапиев Абдулхаким Алибекович (род. 4 декабря 1983, Гергебиль, Дагестанская АССР) — казахстанский борец вольного стиля. Мастер спорта Республики Казахстан международного класса.

## Биография
Родился в Гергебиле, Дагестан.
По национальности — аварец.
Тренер — Нурмаханов Бауыржан. Выступает за Западно-Казахстанская область, живёт в Уральске.
Участник Олимпиады — 2012 в Лондоне.
Бронзовый призёр Азиатских Игр (Доха, 2006 г.) и чемпионата мира (Москва, 2010 г.), серебряный призёр чемпионата Азии (2009 г.)